# 圣米歇尔莱波特
圣米歇尔莱波特（法語：Saint-Michel-les-Portes，法語發音：[sɛ̃ miʃɛl le pɔʁt]）是法国伊泽尔省的一个市镇，属于格勒诺布尔区。

## 地理
圣米歇尔莱波特（44°52'8"N, 5°35'40"E）面积20.59 平方千米，位于法国奥弗涅-罗讷-阿尔卑斯大区伊泽尔省，该省份为法国东南部内陆省份，北起顺时针与安省、萨瓦省、上阿尔卑斯省、德龙省、阿尔代什省、卢瓦尔省和罗讷省。
与圣米歇尔莱波特接壤的市镇（或旧市镇、城区）包括：希希利亚讷、格雷斯昂韦科尔、鲁瓦萨尔、圣马丹德克莱勒。

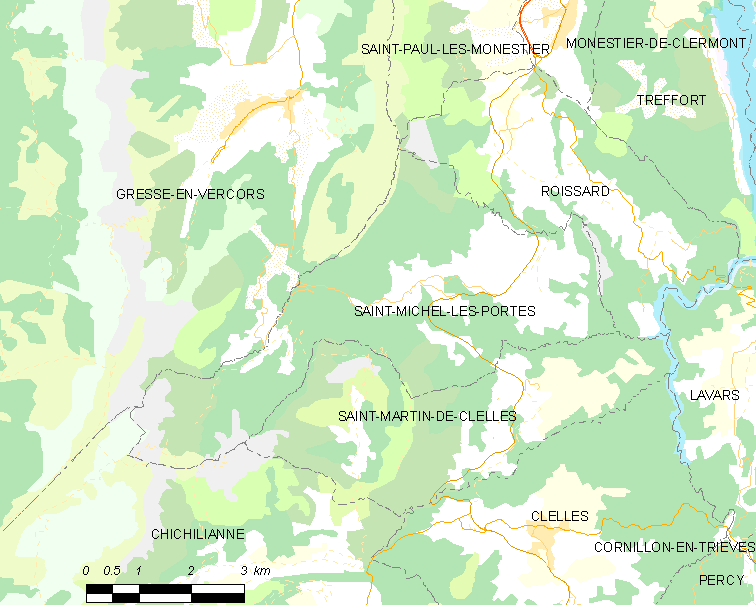
圣米歇尔莱波特的OSM定位图

圣米歇尔莱波特的时区为UTC+01:00、UTC+02:00（夏令时）。

## 行政
圣米歇尔莱波特的邮政编码为38650，INSEE市镇编码为38429。

## 政治
圣米歇尔莱波特所属的省级选区为马泰西讷-特列沃县。

## 人口

1962-2008年间圣米歇尔莱波特人口变化图示

圣米歇尔莱波特于2022年1月1日时的人口数量为283人。